# Palette à manteau d'or
Prioniturus platurus
Espèce
Statut de conservation UICN

 LC  : Préoccupation mineure
Statut CITES
La Palette à manteau d'or (Prioniturus platurus) est une espèce d'oiseaux de la famille des Psittacidae.
Cet oiseau est répandu à travers l'archipel des Célèbes et aux îles avoisinantes des Moluques.

## Sous-espèces
D'après Alan P. Peterson, il existe trois sous-espèces :
- Prioniturus platurus platurus  (Vieillot, 1818)
- Prioniturus platurus sinerubris  Forshaw, 1971 : îles Sula
- Prioniturus platurus talautensis  Hartert, 1898 : îles Talaud